# Paliovouna
Die Paliovouna (griechisch Η Παλιοβούνα (f. sg.) oder mit amtlichem Namen Klokova · Κλόκοβα) ist ein Berg in Westgriechenland im Regionalbezirk Ätolien-Akarnanien, westlich von Andirrio an der Küste des Golf von Patras mit einer Höhe von 1038 m. Im Altertum wurde er Tafiassos (griechisch Ταφιασσός) genannt.
Er steigt von der Küste im Süden steil an bis zu seinem einzigen Gipfel, während er nach Norden etwas sanfter abfällt. Der charakteristische Berg bestimmt den Blick von Andirrio nach Westen. Von seinem Gipfel hat man bei günstigem Wetter einen Rundblick über ganz Ätolien-Akarnanien, die Strände von Fokida und die Berge von Achaia bis hin zu den Inseln Lefkada, Ithaka, Kefalonia und Zakynthos.

## Namensbedeutung
Seinen Namen verdankt er dem Umstand, dass er seit alter Zeit (παλιά) die Durchreise vom Westen in die Region um Naupaktos erschwert.